# Caprinia fimbriata
Caprinia fimbriata là một loài bướm đêm trong họ Crambidae.